# بیمارستان امام خمینی (رامهرمز)
بیمارستان امام خمینی واقع در استان خوزستان، شهرستان رامهرمز بیمارستانی است درمانی و وابسته به دانشگاه علوم پزشکی جندی شاپور اهواز با ۵۰ تخت ثابت که در سال ۱۳۵۹ خورشیدی تأسیس گردید.
هم اکنون این بیمارستان دارای بخش‌های جراحی عمومی، نوزادان، CCU، اطفال، داخلی،  جراحی زنان و زایمان، ارتوپدی، چشم پزشکی، ENT، زایشگاه، ICU، اتاق عمل، تالاسمی، دیالیز، اورژانس  و دیگر واحدهای پاراکلینیکی و درمانگاهی می‌باشد.